# Wegwielrennen
Wegwielrennen is de populairste tak van de wielersport. In het wegwielrennen vinden wedstrijden plaats op de (openbare) weg en op wielercircuits.
Wedstrijden worden zowel in meerdaagse als eendaagse wedstrijden verreden. Binnen de eendaagse wedstrijden zijn klassiekers en de wereldkampioenschappen het belangrijkst. Bij de meerdaagse wedstrijden zijn de grote rondes, met name de Ronde van Frankrijk, het belangrijkst. Sinds 2011 zijn de belangrijkste wedstrijden samengevoegd in de UCI World Tour, een competitie met de belangrijkste eendaagse en meerdaagse wedstrijden. Overige wedstrijden zitten in de Continental Circuits.
Er zijn drie verschillende manieren van wegwielrennen:
- individuele tijdrit, waarbij elke renner individueel start en de renner met de snelste tijd wint.
- ploegentijdrit, waarbij men per ploeg start en de ploeg met de snelste tijd wint.
- wegwedstrijd, waarbij het hele peloton gezamenlijk start en degene die als eerste de eindstreep bereikt, wint.

De meeste eendaagse wedstrijden zijn ritten in lijn. In meerdaagse wedstrijden zijn meestal de meeste ritten in lijn, aangevuld met enkele tijdritten en eventueel een ploegentijdrit. In meerdaagse wedstrijden worden de tijden van alle etappes opgeteld, om zo het eindklassement te krijgen.

## Profwielrennen

### UCI ProTour
De belangrijkste koersen voor profs waren in de periode 2005-2007 samengevoegd in één competitie: de UCI ProTour. Deze ProTour verving de vroegere wereldbeker. Alle deelnemende ploegen zijn verplicht in elke wedstrijd een team op te stellen. Onder deze koersen vielen tot 2007 de belangrijkste meerdaagse rondes (waaronder de rondes van Frankrijk, Spanje en Italië) en de belangrijkste eendagswedstrijden. Vanaf 2008 maakten de drie grote ronden en nog negen andere wedstrijden geen onderdeel meer uit van de ProTour, als gevolg van een conflict tussen de ProTour-organisator UCI en met name de ASO, de organisator van een groot deel van de wedstrijden.

### UCI World Tour
Vanaf 2011 zijn de ProTour en de afvallige wedstrijden weer verenigd in de UCI World Tour. Alle World Tour-ploegen hebben automatisch startrechten in deze wedstrijden.

### UCI Continental Circuits
Voor de minder grote en belangrijke koersen zijn er de Continental Circuits. Elk continent (Afrika, Amerika, Azië, Europa en Australië) heeft zijn eigen circuit. Alle circuits hebben hun eigen wedstrijden en klassementen.
De belangrijkste teams van de Continental Circuits worden de professionele continentale ploegen genoemd. Het grootste deel van alle ploegen bestaat echter uit continentale ploegen.